# Râul Topârneasa
Râul Topârneasa este un curs de apă, afluent al râului Lozova. 